# Miki Roqué

Miguel 'Miki' Roqué Farrero (8. juli 1988 – 24. juni 2012) var en spansk fodboldspiller. Hovedsageligt en central forsvarsspiller, men han kunne også fremstå som en defensiv midtbanespiller.
Han nåede at spille for Liverpool og Oldham Athletic i England og Xerez, Cartagena og Real Betis i hjemlandet Spanien.
Miki Roqué døde i juni 2012 i en alder af 23 år på grund af kræft.

## Sygdom og død
Den 5. marts 2011 efter at have gennemgået en rutinemæssig undersøgelse på grund af rygproblemer, blev Miki Roqué diagnosticeret med bækkenkræft,, og fik dagen efter foretaget en operation for at fjerne den ondartede svulst. Klubben søgte at hjælpe spilleren med at betale for behandlingen ved at sælge armbånd til fansene.
Den 11. marts 2012, efter lidt over et års sygdom, tabte Miki Roqué kampen mod kræften og døde, to uger før sin 24-års fødselsdag. Hans død førte til en række hyldester på Twitter, herunder fra flere internationale spillere. Den 1. juli 2012, efter at Spanien vandt EM-finalen 2012, bar Spaniens målmand, Pepe Reina (Miki Roqués tidligere holdkammerat), en Betis-trøje med Miki Roqués navn på under spillernes fejring på det olympiske stadion i Kyiv.